# Casamento entre pessoas do mesmo sexo na Islândia
O casamento entre pessoas do mesmo sexo foi legalizado na Islândia no dia 27 de junho de 2010. Um projeto de lei que prevê o uso do gênero neutro na definição de casamento, foi aprovada pelo Parlamento Islandês no dia 11 de junho de 2010. Nenhum membro do parlamento votou contra o projeto de lei, e pesquisas de opinião sugerem que o projeto de lei é muito popular na Islândia. A Islândia tornou-se o nono país no mundo a legalizar o casamento homossexual.

## Parceria Registrada
As parcerias registadas (em islandês:  staðfest samvist) para casais do mesmo sexo foram introduzidas na Islândia, em 1996. Foi aceito pelo parlamento em 4 de junho, por 44 votos a favor e 1 contra e entrou em vigor em 27 de junho de 1996. Esta legislação foi revogada para dar lugar a lei de gênero neutro no status do casamento.
A legislação concede as mesmas proteções, responsabilidades e benefícios do casamento, que estava disponível somente para casais heterossexuais. Todos os partidos do Parlamento Islandês, foram a favor da lei.
Em 8 de maio de 2000, o Parlamento Islandês aprovou alterações, por 49 votos a 1, na lei de parceria registrada. Os estrangeiros poderiam entrar uma parceria registada, se eles tivessem sido residentes na Islândia, por pelo menos dois anos. Outra alteração permite que uma pessoa em uma parceria registada para adotar o filho biológico de seu parceiro ou parceira, a menos que a criança tenha sido adotada em um país estrangeiro. A Islândia tornou-se o segundo país no mundo, depois da Dinamarca, para conceder a casais do mesmo sexo, alguns direitos de adoção.
Em 2 de junho de 2006, o Parlamento aprovou uma lei para a conceder aos casais homossexuais os mesmos direitos que os heterossexuais têm de adoção, paternidade e inseminação artificial. Nenhum membro do Parlamento votou contra a proposta e a lei entrou em vigor em 27 de junho de 2006.
Uma alteração da lei foi feita em 27 de junho de 2008, permitindo que a Igreja da Islândia, e outros grupos religiosos possam abençoar pessoas do mesmo sexo parcerias registadas.
Vários islandeses fizeram suas parcerias registradas inclusive a Primeira-Ministra do país, Jóhanna Sigurðardóttir, e sua parceira, Jónína Leósdóttir. Em 27 de junho de 2010, elas tiveram a sua parceria registrada transformada em casamento civil.

## O casamento do mesmo sexo
O Governo da Islândia, eleito em abril de 2009, anunciou a intenção de introduzir a lei de gênero neutro ao status do casamento no futuro. O Governo de coalizão da Plataforma da Social Democrata juntamente com os movimentos da esquerda política, publicaram em 19 de maio de 2009, que "uma única lei do casamento seria aprovada". Embora não ficasse explicitamente declarado, notou-se que seria uma lei relacionada ao status de gênero neutro no casamento. A oposição do Partido Progressista também apoiou também apoiou a medida.
Em 18 de novembro de 2009, a Ministra da Justiça e dos Direitos Humanos, Ragna Árnadóttir, confirmou que o Governo Islandês estava trabalhando em uma "única lei do casamento", que incluia tanto os casais do sexo oposto quanto os do mesmo sexo.
Em 23 de março de 2010, o Governo apresentou um projeto de lei para revogar a lei de parceria registrada e permitir quaiquer casais pudessem se casar, independentemente do sexo. Em 11 de junho de 2010, o Parlamento Islandês aprovou o projeto de lei por 49 votos favoráveis e nenhum voto contra, com 7 abstenções e 7 faltas. A lei entrou em vigor em 27 de junho de 2010.

## Opinião pública
Em fevereiro de 2000, o Instituto Gallup mostrou que 53% dos islandeses apoiam o direito de homossexuais de adotarem crianças, 12% se declararam neutros e 35% foram contra o direito de adotar.
Em julho de 2004 o Instituto Gallup mostrou que 87% dos islandeses apoiam o casamento entre pessoas do mesmo sexo. Além disso, o jornal islandês Fréttablaðið mostrou em uma pesquisa de opinião em novembro de 2005 que 82.3% da população apoiava o direito das lésbicas de fazer inseminação artificial.